# Gordon L. Allott

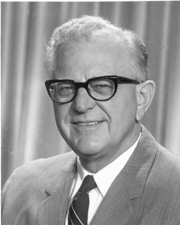
Gordon L. Allott

Gordon Llewellyn Allott (* 2. Januar 1907 in Pueblo, Colorado; † 17. Januar 1989 in Englewood, Colorado) war ein US-amerikanischer Politiker (Republikanische Partei). Er war Vizegouverneur im Bundesstaat Colorado und vertrat diesen später im US-Senat.
Nach dem Schulbesuch in seiner Heimatstadt Pueblo schrieb sich Gordon Allott an der University of Colorado in Boulder ein. Dort machte er 1927 seinen Abschluss, ehe er 1929 an der Law School der Hochschule sein juristisches Examen ablegte. Im selben Jahr wurde er in die Anwaltskammer aufgenommen, woraufhin er zunächst in Pueblo und nach einem Umzug ab 1930 in Lamar als Jurist praktizierte. 1934 amtierte Allott erstmals als Bezirksstaatsanwalt im Prowers County; diesen Posten übte er erneut von 1941 bis 1946 aus. Zwischenzeitlich fungierte er zwischen 1937 und 1941 als Prozessanwalt der Stadt Lamar. Dort war er überdies von 1934 bis 1960 als Direktor der First Federal Savings & Loan Association of Lamar tätig.
Während des Zweiten Weltkrieges diente Allott im United States Army Air Corps, dem Vorläufer der US-Luftwaffe. Er gehörte den Streitkräften von 1942 bis 1946 an und bekleidete den Rang eines Major. Nach Kriegsende betätigte er sich wieder als Jurist und war von 1946 bis 1948 Staatsanwalt im 15. juristischen Distrikt. Von 1951 bis 1955 saß er als stellvertretender Vorsitzender im Begnadigungsausschuss (Board of Paroles) von Colorado; im gleichen Zeitraum hatte er das Amt des Vizegouverneurs von Colorado unter Gouverneur Dan Thornton inne.
Während sich US-Senator Edwin C. Johnson erfolgreich um Thorntons Nachfolge als Gouverneur bemühte, gelang es Allott wiederum, Johnsons Mandat im Senat in Washington, D.C. zu erringen. Nach seiner Wahl nahm er seinen Sitz ab dem 3. Januar 1955 ein; in den Jahren 1960 und 1966 gelang ihm jeweils die Wiederwahl. 1972 schließlich unterlag er dem Demokraten Floyd K. Haskell, woraufhin er den Kongress am 3. Januar 1973 verlassen musste. Von 1969 bis 1973 hatte er im Senat als Vorsitzender des Republican Policy Committee fungiert, eines Ausschusses, der als eine Art interner Denkfabrik der Parteien im Kongress dient. Zu seinem Stab im Senat zählten mit Paul Weyrich, dem Mitbegründer der Heritage Foundation, und George Will zwei spätere prominente Journalisten.
Allott starb 1989 in Englewood und wurde in Denver beigesetzt.